# Jerry Pillay
Jerry Pillay (* 1965 in Merebank, KwaZulu-Natal) ist ein evangelisch-reformierter südafrikanischer Theologe und Hochschullehrer. Er gehört der Presbyterianischen Unionskirche im südlichen Afrika an. Pillay wurde im Juni 2022 zum neuen Generalsekretär des Ökumenischen Rats der Kirchen gewählt. Er ist Nachfolger von Ioan Sauca und trat sein Amt am 1. Januar 2023 an.

## Biografie
Jerry Pillay wuchs in Merebank südlich von Durban auf und studierte Theologie an der Universität von Durban-Westville. Er engagierte sich gegen Apartheid und war Mitglied der Student Union of Christian Action (SUCA). Nachdem er den Mastergrad in Durban-Westville erreicht hatte, promovierte er an der University of Cape Town (PhD in Missionswissenschaft, Kirchengeschichte und Neues Testament). Die Reformierte Theologische Universität Debrecen verlieh ihm 2013 den Ehrendoktorgrad.
Von 1989 bis 1998 war Pillay Leitender Pfarrer der Bridgetown Presbyterian Church in Kapstadt, anschließend bis 2008 Leitender Pfarrer der St. Andrew's Presbyterian Church in Benoni.
Pillay war von 2004 bis 2006 Moderator seiner Kirche, von 2008 bis 2014 deren Generalsekretär. Von 2010 bis 2017 war Pillay erster Präsident der Weltgemeinschaft Reformierter Kirchen. Seitdem war er Dekan der Fakultät für Theologie und Religion an der Universität Pretoria.

## Positionen
Pillay verglich 2016 den Israel-Palästina-Konflikt und die südafrikanische Erfahrung der Apartheid. Seine Wahl zum ÖRK-Generalsekretär wurde deshalb von jüdischen Organisationen kritisiert.